# Ozarba atriferoides
Ozarba atriferoides là một loài bướm đêm trong họ Noctuidae.